# Діскаверер-3
«Діскаверер-3» — американський прототип розвідувального супутника серії KH-1 (англ. Key Hole — замкова шпарина), що запускались за програмою «Корона». Космічний апарат не мав фотокамери. Невдала спроба запуску.

## Опис
Апарат у формі циліндра було змонтовано у верхній частині ступеня «Аджена-А», тому бувають розбіжності в масі і розмірах — іноді супутником вважають увесь ступінь. Довжина «Аджени-А» разом із супутником становила 5,85 м, діаметр 1,5 м. Загальна маса ступеня із супутником після відокремлення другого ступеня разом із паливом становила приблизно 3800 кг. Без палива апарат важив 743 кг, з них 111 кг — маса приладів і 88 кг маса спускної капсули. Апарат мав 97 приладів для відстеження параметрів польоту, живлення забезпечували нікель-кадмієві акумулятори. Апарат мав передавач телеметричних даних і радіомаяк для відстеження траєкторії. 15 каналів телеметрії мали використовуватись для передачі параметрів, отриманих під час польоту, зокрема 28 про зовнішнє середовище, 34 про траєкторію й управління, 18 про роботу другого ступеня, 9 про спускну капсулу. Орієнтація апарата мала здійснюватись газовими двигунами на азоті.
Капсула діаметром 84 см довжиною 69 см мала парашут, випробувальну систему життєзабезпечення, вимірювачі інтенсивності і складу космічних променів для перевірки можливого впливу на плівку майбутніх фотоапаратів, радіомаяк. Капсулу мав упіймати спеціально обладнаний літак під час спуску на парашуті, у випадку невдачі капсула могла недовго плавати на поверхні океану, після чого тонула, щоб уникнути потрапляння секретного вмісту до ворожих рук.

## Запуск
3 червня 1959 року о 20:09 UTC ракетою-носієм Тор-Аджена-А з бази Ванденберг було запущено «Діскаверер-3». Після вмикання двигуна другого ступеня з апаратом було втрачено зв'язок.